# Качкаровка (Бериславский район)
Качкаровка (укр. Качкарівка) — село в Мыловской сельской общине Бериславского района Херсонской области Украины.
Почтовый индекс — 74350. Телефонный код — 5546. Код КОАТУУ — 6520681801.

## География
Село расположено на правом берегу Каховского водохранилища на Днепре, в 5,6 км от автодороги Т-04-03.

## Население
Население по переписи 2001 года составляло 2004 человека.

### Языковой состав
Родной язык населения по данным переписи 2001 года:
| Язык       | Численность, чел. | Доля     |
| ---------- | ----------------- | -------- |
| Украинский | 1 904             | 95,01 %  |
| Русский    | 89                | 4,44 %   |
| Другое     | 11                | 0,55 %   |
| Итого      | 2 004             | 100,00 % |

## История
Село основано в 1794 году.
По состоянию на 1886 год в селе, центре Качкаровской волости, проживало 1485 человек, насчитывалось 262 двора, православная церковь, еврейский молитвенный дом, школа, 5 лавок. За год проводилось 4 ярмарки.
В феврале 2022 года село было оккупировано российской армией. 10 ноября село было освобождено ВСУ в ходе контрнаступления в Херсонской области.